# Tabernaemontana palustris
Tabernaemontana palustris är en oleanderväxtart som beskrevs av Markgraf. Tabernaemontana palustris ingår i släktet Tabernaemontana och familjen oleanderväxter. Inga underarter finns listade i Catalogue of Life.